# 직통계시
직접 계시(Direct revelation)란 오순절주의 계통이나 카리스마적 기독교인들이 사용하는 용어이다. 하나님으로부터 한 개인에게 말이나, 환상이나, 꿈 혹은 실제적 출현에 의한 소통을 믿는 것이다.

## 같이 보기
- 일반계시
- 계시의 점진성